# Raión de Novoánninski
El raión de Novoánninski (ruso: Новоа́ннинский райо́н) es un distrito administrativo y municipal (raión) ruso perteneciente a la óblast de Volgogrado. Se ubica en el noroeste de la óblast. Su capital es Novoánninski.
En 2021, el raión tenía una población de 32 734 habitantes.
El principal curso de agua del raión es el río Buzuluk, que lo atraviesa de norte a suroeste en su curso medio y bajo, después de atravesar Preobrazhénskaya y unos kilómetros antes de desembocar en el río Jopior.

## Subdivisiones
Comprende la ciudad de Novoánninski (la capital) y 69 localidades rurales. De estas últimas, una es pedanía del ayuntamiento urbano de Novoánninski y las restantes 68 se agrupan en los siguientes trece asentamientos rurales:
- Posiólok Sovjoza AMO
- Beriózovka 1-ya
- Bocharovski
- Galúshkinski
- Deminski
- Krasnokorotkovski
- Novokíyevka
- Panfílovo
- Polevói
- Staroannínskaya
- Trostianski
- Filónovskaya
- Cherkésovski